# 東俣谷川
東俣谷川（ひがしまたたにがわ）は、香川県さぬき市及び徳島県美馬市を流れる河川である。

## 地理
香川県さぬき市と徳島県美馬市の県境付近に源を発し、南流し、曽江谷川中流に合流する。源流近くの上流部では菅谷川が合流する。流域の殆どは香川県道・徳島県道105号多和脇線と並行しながら流れている。
台ヶ丸山の山間を流れ、上流部には犬泣き淵などの名所がある。流域には白人神社や金川七社神社などが鎮座する。

## 支流
- 菅谷川

## 流域の主な施設
- 白人神社
- 金川七社神社

## 自然景勝地
- 台ヶ丸山
- 犬泣き淵 - 段瀑(2段)、落差約4m。滝は2段で、上段2m、下段2mほど。